# St. John’s IceCaps (2011–2015)
Die St. John’s IceCaps waren ein kanadisches Eishockeyfranchise in St. John’s in der Provinz Neufundland und Labrador. Es gehörte zwischen 2011 und 2015 der American Hockey League an, bevor das Team als Manitoba Moose nach Winnipeg zurückkehrte.

## Geschichte
Im Mai 2011 wurde bekannt, dass die Investorengruppe True North Sports and Entertainment die Rechte am Franchise der Atlanta Thrashers aus der National Hockey League erworben hatte, um dieses nach Winnipeg, Manitoba, umzusiedeln. Anschließend entschloss sich die Investorengruppe, das bis dahin in Winnipeg ansässige AHL-Team Manitoba Moose ebenfalls umzusiedeln. Als neuen Standort für das AHL-Franchise wählte man St. John’s, wo von 1991 bis 2005 mit den St. John’s Maple Leafs bereits ein AHL-Team aktiv war. Zudem spielten von 2005 bis 2008 die St. John’s Fog Devils aus der Juniorenliga Ligue de hockey junior majeur du Québec im Mile One Centre, der neuen Spielstätte der IceCaps. Die Mannschaft in St. John’s diente als Farmteam der Winnipeg Jets.
Treibende Kraft hinter der Umsiedlung der Manitoba Moose nach St. John’s war der ehemalige Premierminister von Neufundland und Labrador, Danny Williams, der am 2. Juni 2011 bekannt gab, das AHL-Team der Manitoba Moose in St. John’s anzusiedeln. Einen Tag später genehmigte der Stadtrat diesen Schritt sowie am 10. Juni 2011 einstimmig auch das AHL Board of Governors. Die Umsiedlung wurde am gleichen Tag bei einer Veranstaltung im Mile One Centre von Williams und dem neuen General Manager des Teams, Craig Heisinger, offiziell bekannt gegeben.
Im Juli 2011 wurde Keith McCambridge, zuvor Assistenztrainer bei den Manitoba Moose unter Claude Noël, als Cheftrainer vorgestellt. Am 29. Juli 2011 folgte die Veröffentlichung des Teamnamens St. John’s IceCaps durch Präsident und CEO Danny Williams. Gleichzeitig wurde das offizielle Logo der IceCaps präsentiert.
Jason Jaffray wurde zum ersten Mannschaftskapitän der Franchisegeschichte ernannt. Das erste Ligaspiel der IceCaps wurde am 7. Oktober 2011 ausgetragen, welches sie auswärts bei den Providence Bruins mit 4:1 gewannen. Den ersten Treffer überhaupt für St. John’s erzielte Verteidiger Mark Flood.
Im Rahmen der Umstrukturierung der American Hockey League kehrte das Franchise zur Saison 2015/16 nach Winnipeg zurück und firmiert fortan unter dem bereits von 1996 bis 2011 genutzten Namen Manitoba Moose. Darüber hinaus übernahmen die Hamilton Bulldogs die bisherige Identität der IceCaps und führen diese als ein anderes Franchise weiter.

## Saisonstatistik
Abkürzungen: GP = Spiele, W = Siege, L = Niederlagen, OTL = Niederlagen nach Overtime bzw. Shootout, Pts = Punkte, GF = Erzielte Tore, GA = Gegentore
| Saison  | GP  | W   | L   | OTL | Pts | GF  | GA  | Platz, Division | Playoffs |
| 2011/12 | 76  | 43  | 25  | 8   | 94  | 240 | 216 | 1., Atlantic    | Sieg im Conference-Viertelfinale, 3:1 (Syracuse) Sieg im Conference-Halbfinale, 4:3 (Wilkes-Barre/Scranton) Niederlage im Conference-Finale, 0:4 (Norfolk)                                      |
| 2012/13 | 76  | 32  | 36  | 8   | 72  | 195 | 237 | 5., Atlantic    | nicht qualifiziert |
| 2013/14 | 76  | 46  | 23  | 7   | 99  | 258 | 207 | 2., Atlantic    | Sieg im Conference-Viertelfinale, 3:1 (Albany) Sieg im Conference-Halbfinale, 4:2 (Norfolk) Sieg im Conference-Finale, 4:2 (Wilkes-Barre/Scranton) Niederlage im Calder-Cup-Finale, 1:4 (Texas) |
| 2014/15 | 76  | 32  | 33  | 11  | 75  | 183 | 235 | 5., Atlantic    | nicht qualifiziert |
| Gesamt  | 304 | 153 | 117 | 34  | 340 | 876 | 895 |                 | 2 Playoff-Teilnahmen 7 Serien: 5 Siege, 2 Niederlagen 36 Spiele: 19 Siege, 17 Niederlagen |

## Teamrekorde
Im Folgenden werden ausgewählte Spielerrekorde der IceCaps sowohl über die gesamte Karriere als auch über einzelne Spielzeiten aufgeführt.

### Karriere
|                     | Name            | Anzahl                       |
| Meiste Spiele       | Carl Klingberg  | 248 (in 4 Spielzeiten)       |
| Meiste Tore         | Eric O’Dell     | 72                           |
| Meiste Vorlagen     | Jason Jaffray   | 105                          |
| Meiste Punkte       | Jason Jaffray   | 167 (62 Tore + 105 Vorlagen) |
| Meiste Strafminuten | Patrice Cormier | 316                          |
| Meiste Shutouts     | Eddie Pasquale  | 9                            |

### Saison
|                               | Name              | Anzahl                     | Saison  |
| Meiste Tore                   | Eric O’Dell       | 42                         | 2012/13 |
| Meiste Vorlagen               | Jason Jaffray     | 41                         | 2013/14 |
| Meiste Punkte                 | Jason Jaffray     | 59 (18 Tore + 41 Vorlagen) | 2013/14 |
| Meiste Punkte als Rookie      | Brenden Kichton   | 48 (10 Tore + 38 Vorlagen) | 2013/14 |
| Meiste Punkte als Verteidiger | Paul Postma       | 44 (13 Tore + 31 Vorlagen) | 2011/12 |
| Meiste Strafminuten           | JC Lipon          | 163                        | 2014/15 |
| Meiste Siege als Torhüter     | Connor Hellebuyck | 28                         | 2014/15 |